# Stadnina Koni Ochaby

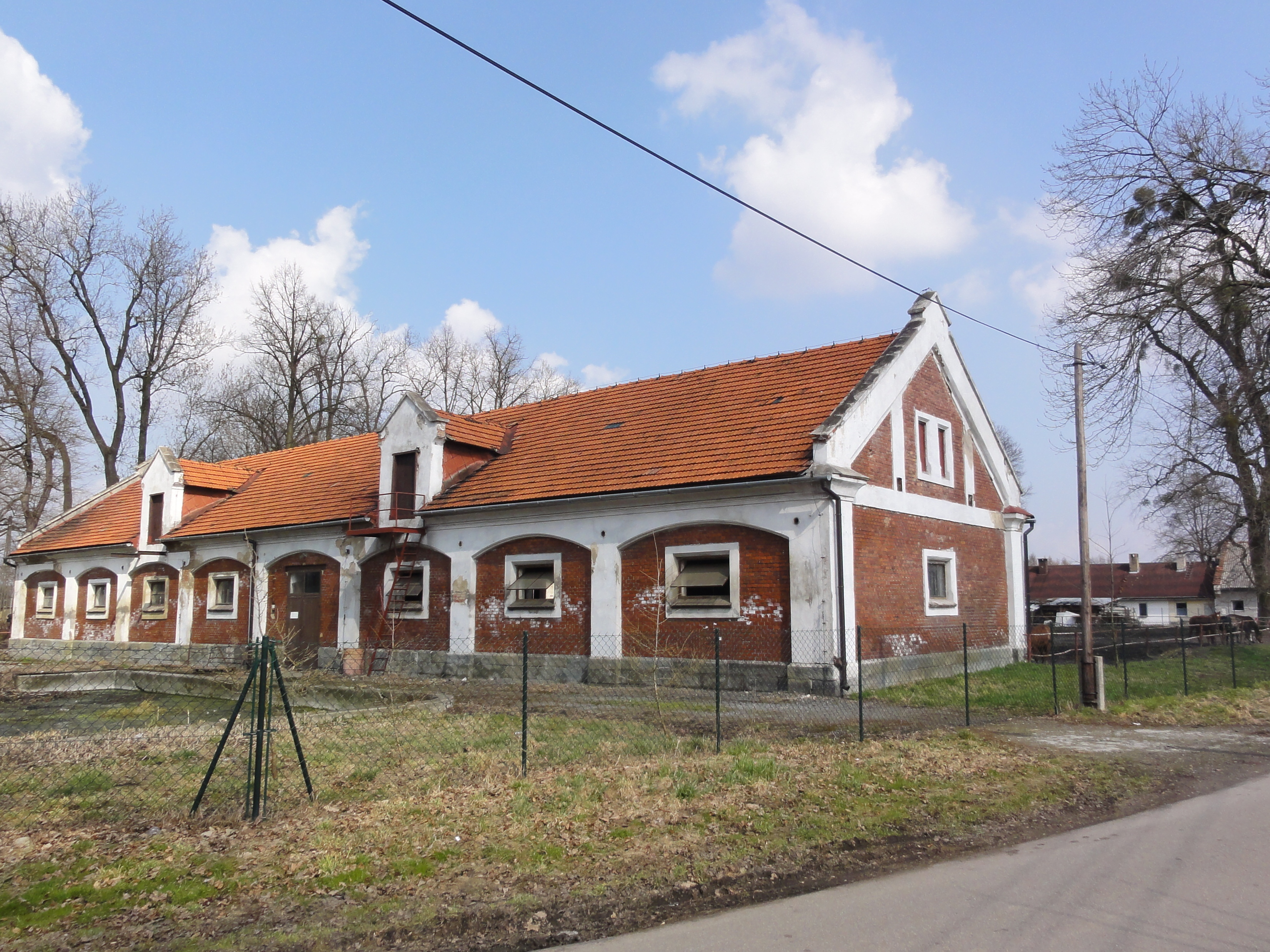
Stajnie SK Ochaby z 3 ćw. XIX wieku

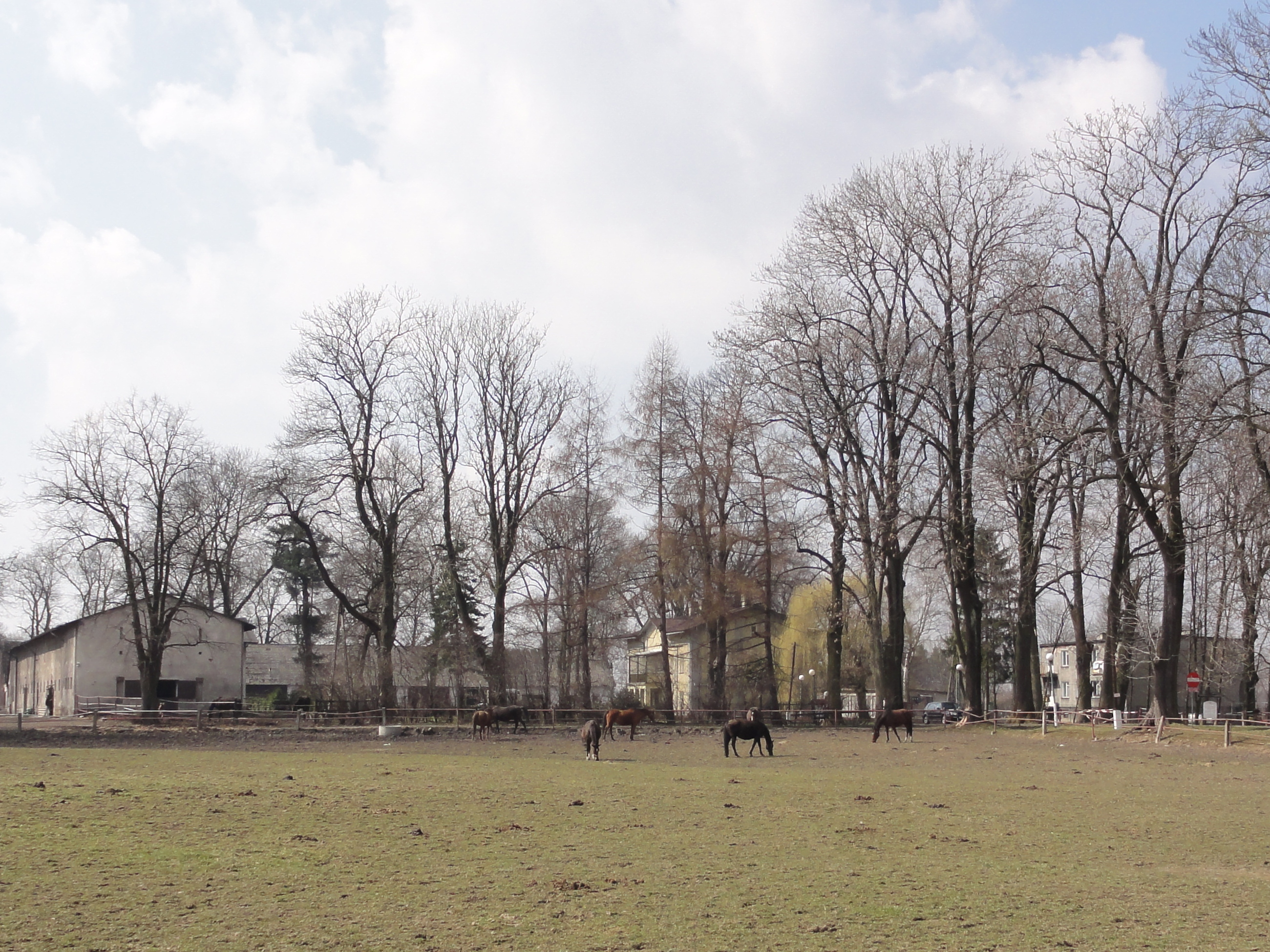
Wybieg dla koni w SK Ochaby

Stadnina Koni Ochaby – stadnina koni położona w Ochabach, zajmująca się hodowlą koni angloarabskich pochodzenia francuskiego, koni małopolskich oraz koni szlachetnej półkrwi.

## Historia
Teren ochabskiej stadniny koni znajduje się na terenie dawnego folwarku powstałego pod koniec XVIII wieku jako Auer Hof, jednego z trzech we wsi należących do Komory Cieszyńskiej. Do 1920 właścicielami tego majątku pozostawali habsburscy książęta cieszyńscy.
Stadnina Koni Ochaby jest następcą prawnym Stadniny Koni Pruchna powołanej w roku 1952, zajmującej się hodowlą koni angloarabskich. Konie te zostały sprowadzone do Polski w roku 1947 z Francji, spośród nich 53 klacze i 3 ogiery umieszczone zostały później w gospodarstwie Ochaby Stadniny Koni Pruchna. Dzięki dobremu mikroklimatowi, konie te znalazły w nowym miejscu bardzo dobre warunki rozwojowe. Stadnina wyhodowała wiele angloarabów, które miały znaczący wpływ na polską hodowlę tej rasy.
Obok stadniny powstał również Ośrodek Sportów Konnych, gdzie trenowali zawodnicy i odbywały się zawody w skokach przez przeszkody. Po przemianach ustrojowych w Polsce w roku 1989 stadniny w Pruchnej i Ochabach zostały rozdzielone, a ta w Ochabach pozostała własnością Agencji Własności Rolnej Skarbu Państwa. W 2009 władze Stadniny Koni postanowiły wystawić Ośrodek Sportów Konnych wraz z terenem o powierzchni 5,2 ha na sprzedaż, co nastąpiło w roku 2010. Nowy inwestor, pod nazwą Dream Park Ochaby, utworzył na tym terenie Park Rozrywki i Edukacji, będący połączeniem dinoparku, wirtualnego prehistorycznego oceanarium oraz parku miniatur. Stadnina koni funkcjonuje nadal; w 2012 roku została sprzedana prywatnym właścicielom, którzy zadeklarowali kontynuację hodowli.

## Hodowla i sport
Stadnina w Ochabach opiera hodowlę o 50 klaczy-matek: angloarabskich pochodzenia francuskiego i szlachetnej półkrwi, z których część spełnia dodatkowo wymogi programu ochrony zasobów genetycznych koni rasy małopolskiej. Konie hodowane w Stadninie wpisywane są do księgi stadnej koni małopolskich. Od roku 1993 wprowadzono nowy kierunek hodowli: klacze angloarabskie łączone są także z ogierami linii sportowych (hanowerskich, holsztyńskich oraz selle français) dla uzyskania nowoczesnego konia sportowego.
Konie wyhodowane w Ochabach uczestniczą w próbach dzielności na torach wyścigowych i zwyciężają w prestiżowych gonitwach m.in. na Torach Wyścigów konnych Partynice we Wrocławiu. Konie z Ochab odnoszą też sukcesy w dyscyplinie WKKW, również na arenie międzynarodowej, startując także w barwach klubów zagranicznych. Ogier Dekalog półkrwi angloarabskiej (xo) znalazł się w ekipie olimpijskiej Ateny 2004.

## Inna działalność
Stadnina prowadzi również hodowlę ryb oraz produkcję paszową (zboża) dla zapewnienia bazy paszowej dla hodowli koni i produkcji karpia.